# Onuphidae
Famille
Les Onuphidae sont une famille de vers annélides polychètes appartenant à l'ordre des Eunicida.

## Liste des genres
| Selon World Register of Marine Species (21 juin 2016) : - sous-famille Hyalinoeciinae Paxton, 1986 - genre Anchinothria Paxton, 1986 - genre Hyalinoecia Malmgren, 1867 - genre Hyalospinifera Kucheruk, 1979 - genre Leptoecia Chamberlin, 1919 - genre Nothria Malmgren, 1866 - sous-famille Onuphinae - genre Americonuphis Fauchald, 1973 - genre Aponuphis Kucheruk, 1978 - genre Australonuphis Paxton, 1979 - genre Brevibrachium Paxton, 1986 - genre Diopatra Audouin & Milne Edwards, 1833 - genre Fauchaldonuphis Paxton, 2005 - genre Hartmanonuphis Paxton, 1986 - genre Heptaceras Ehlers, 1868 - genre Hirsutonuphis Paxton, 1986 - genre Kinbergonuphis Fauchald, 1982 - genre Longibrachium Paxton, 1986 - genre Mooreonuphis Fauchald, 1982 - genre Onuphis Audouin & Milne Edwards, 1833 - genre Paradiopatra Ehlers, 1887 - genre Paxtonia Budaeva & Fauchald, 2011 - genre Protodiopatra Budaeva & Fauchald, 2011 - genre Rhamphobrachium Ehlers, 1887 - genre Dualgenys Courtinat, 1998 † | Selon ITIS : - genre Americonuphis Fauchald, 1973 - genre Australonuphis Rozbaczylo & Castilla, 1981 - genre Diopatra Audouin & Milne-Edwards, 1833 - genre Epidiopatra Augener, 1918 - genre Hyalinoecia Malmgren, 1867 - genre Kinbergonuphis Fauchald, 1982 - genre Mooreonuphis Fauchald, 1982 - genre Nothria Malmgren, 1867 - genre Onuphis Audouin & Milne-Edwards, 1833 - genre Paradiopatra Ehlers, 1887 - genre Paranorthia Moore, 1903 - genre Paronuphis Ehlers, 1887 - genre Rhamphobrachium Ehlers, 1887 - genre Sarsonuphis Fauchald, 1982 |